# Apagomerina apicalis
Apagomerina apicalis är en skalbaggsart som beskrevs av Maria Helena M. Galileo och Martins 2001. Apagomerina apicalis ingår i släktet Apagomerina och familjen långhorningar. Inga underarter finns listade i Catalogue of Life.